# Christian Zacharias (pianista)
Christian Zacharias   (Jamshedpur, 27 d'abril de 1950) és un pianista i director d'orquestra alemany.

## Carrera musical
Zacharias va estudiar piano amb Irene Slavin i Vlado Perlemuter a París. Va guanyar el segon premi tant al Concurs de Ginebra el 1969 com al Concurs Van Cliburn el 1973. Després de guanyar el Concurs Ravel de París el 1975, va iniciar una carrera internacional. Ha interpretat música de cambra amb socis com l'Alban Berg Quartet, el Guarneri Quartet, el Leipzig String Quartet, Heinrich Schiff i Frank Peter Zimmermann. Va fer molts enregistraments, entre ells un enregistrament de 1979 de 33 sonates de Domenico Scarlatti, les sonates completes per a piano de Schubert, els concerts complets per a piano de Mozart (disponibles als clàssics d'EMI) i els concerts per a piano complets de Beethoven.
Va començar la seva carrera de director l'any 1992 amb l'Orquestra de la Suisse Romande a Ginebra. Va debutar als Estats Units l'any 2000 amb l'Orquestra Filharmònica de Los Angeles. Des de l'any 2000, és director artístic de l'Orquestra de Cambra de Lausana. Des del 2002 és director convidat principal de l'Orquestra Simfònica de Göteborg, i des del 2009 és soci artístic de l'Orquestra de Cambra de Saint Paul.